# Viridi
Viridi — инди-игра и симулятор выращивания растений, разработанная независимой американской студией Ice Water Games. Выход игры на Microsoft Windows и OS X состоялся 20 августа 2015 года и на мобильные устройства iOS и Android 20 июня 2016 года. Viridi является условно-бесплатной, доступна для бесплатного скачивания, но имеет встроенные микротранзакции. Цель игрока сводится к тому, что он должен следить за ростом суккулентов в горшке, не забывая время от времени поливать их.

## Игровой процесс
Суть игры сводится к тому, что игрок сажает в виртуальный горшок разные суккуленты, которые растут в режиме реального времени, в это же время на горшке ползает улитка. Угол камеры можно изменить, вращая горшок с помощью мыши в ПК-версии или пальца в мобильной версии. Вращение горшка позволяет игроку рассматривать все растения. В течение нескольких дней суккуленты начинают требовать полива, а если о них забыть, то они погибнут. Но также нельзя поливать их слишком часто или много, так как они сгниют. Игрок может также петь для суккулентов, способствуя их быстрому росту. Улитке также можно петь, или её поливать, изменяя её эмоциональное состояния с «мило», до «довольной», или «мокро». Со временем горшок начинают заполнять сорняки, которые игрок может удалять.
Через встроенные микроплатежи, игрок может приобрести дополнительные виды суккулентов, расцветки для горшков или фон. Все суккуленты стоят 0,99$. Наряду с горшком, полным суккулентов, который игрок получает в начале игры, каждую неделю он также получает бесплатную рассаду.

## Разработка
Изначально студия Ice Water Games задумывала Viridi как платную игру, где по мере внутриигровых достижений игрок получал бы доступ к новым растениям и предметам. Однако опасаясь, что это сделало бы игру «просто очередной рутиной» вместо расслабляющего опыта, разработчики приняли решение в пользу условно-бесплатной версии игры вместо того, чтобы заставлять их тратить время на приобретение новых растений. «Люди будут играть, просто чтобы разблокировать новый предмет», объяснил технический руководитель Кевин Максон, что противоречит духу игры: «мы хотим, чтобы игрок любил растение, которое у него есть».
Viridi была выпущена для персональных компьютеров Microsoft Windows и OS X 18 августа 2015 года на цифровой платформе Steam и 20 июня 2016 года для мобильных устройств iOS и Android.
Через два дня после выхода игры в Steam к ней также было выпущено дополнение, представляющее собой саундтрек к игре, куда входят 16 инструментальных треков в формате WAV. Их композитором, редактором и исполнителем выступил Майкл Белл.

## Восприятие
| Сводный рейтинг    | Сводный рейтинг |
| Агрегатор          | Оценка          |
| ------------------ | --------------- |
| Metacritic         | 46/100 (PC)     |
| Иноязычные издания |                 |
| Издание            | Оценка          |
| CGMagazine         | 7/10            |
| Kill Screen        | 68 %            |
| Twinfinite         | [ 11 ]          |
| GamingTrend        | 5/100           |

Оценки критиков можно расценивать, как в целом отрицательные. Часть рецензентов оставили сдержанные отзывы, другая же часть — разгромные. Средняя оценка на аггрегаторе Metacritic составила 46 баллов из 100 возможных.
Критик сайта Vice заметил, что Viridi можно смотреть, как на упрощённую версию Тамагочи, суть которой заключается в том, чтобы расслаблять игрока своим мягким визуальным стилем и успокаивающей музыкой, когда тот должен раз в несколько дней возвращаться к поливу суккулентов. Рецензент сайта Rock, Paper, Shotgun раскритиковал способ монетизации в игре, заметив, что магазин растений за реальные деньги портит впечатление от игры, которая преподносит себя, как «безопасный райский уголок». Разгромный отзыв оставил критик сайта GamingTrend, заметив, что Viridi — это худшая игра, что он когда либо пробовал, которая скучна, безобразна, ленива, ограничена, сбивает с толку, требует дополнительные покупки и целом достойна стать лишь мини-игрой в плей-оффе Mario Party.
При этом оценка пользователей в целом более положительной, а рейтинг одобрения пользователей Steam на основе оценок 4185 пользователей составляет 89 %. Игра также была номинирована на пользовательскую премию «Устройтесь поудобнее» в рамках Steam Awards.
Летом 2018 года, благодаря уязвимости в защите Steam Web API, стало известно, что точное количество пользователей сервиса Steam, которые играли в игру хотя бы один раз, составляет 587 504 человека.